# Gomphandra javanica
Gomphandra javanica är en järneksväxtart som först beskrevs av Carl Ludwig von Blume, och fick sitt nu gällande namn av Valeton. Gomphandra javanica ingår i släktet Gomphandra och familjen Stemonuraceae. Inga underarter finns listade i Catalogue of Life.